# لويس إسكوبار (لاعب البولو)
لويس إسكوبار (بالإنجليزية: Luis Escobar)‏ هو لاعب البولو أمريكي، ولد في 1971.